# Franjo Jenč
 (janvier 2019).
Si vous disposez d'ouvrages ou d'articles de référence ou si vous connaissez des sites web de qualité traitant du thème abordé ici, merci de compléter l'article en donnant les références utiles à sa vérifiabilité et en les liant à la section « Notes et références ».
Franjo Jenč (en serbe cyrillique : Фрањо Јенч ; né le 20 mars 1867 à Zemun et mort le 15 novembre 1967 à Zemun) était un architecte et un constructeur yougoslave. Il a conçu et réalisé près de 100 édifices, dont la plupart à Zemun.

## Biographie

### Formation
Franjo Jenč est né à Zemun, une ville qui, à cette époque, faisait partie de l'empire d'Autriche-Hongrie ; son père, Franja, était maître maçon. Il effectua ses trois premières années d'école élémentaire au couvent Saint-Jean-Baptiste et Saint-Antoine et sa quatrième année à l'École générale (Opšta škola) de Zemun. Au lycée, il se fit remarquer pour la première fois pour ses talents en dessin, un cours qui était alors dispensé par l'académicien Aleksandar Mašić.
Après le lycée, Jenč travailla pendant deux ans comme assistant d'un maître maçon puis, en 1889, il se rendit à Salzbourg où il exerça son métier de bâtisseur tout en suivant les cours du soir de l'École de construction. En 1894, il se rendit à Zagreb, où il obtint une maîtrise dans le domaine de la construction.

### Carrière

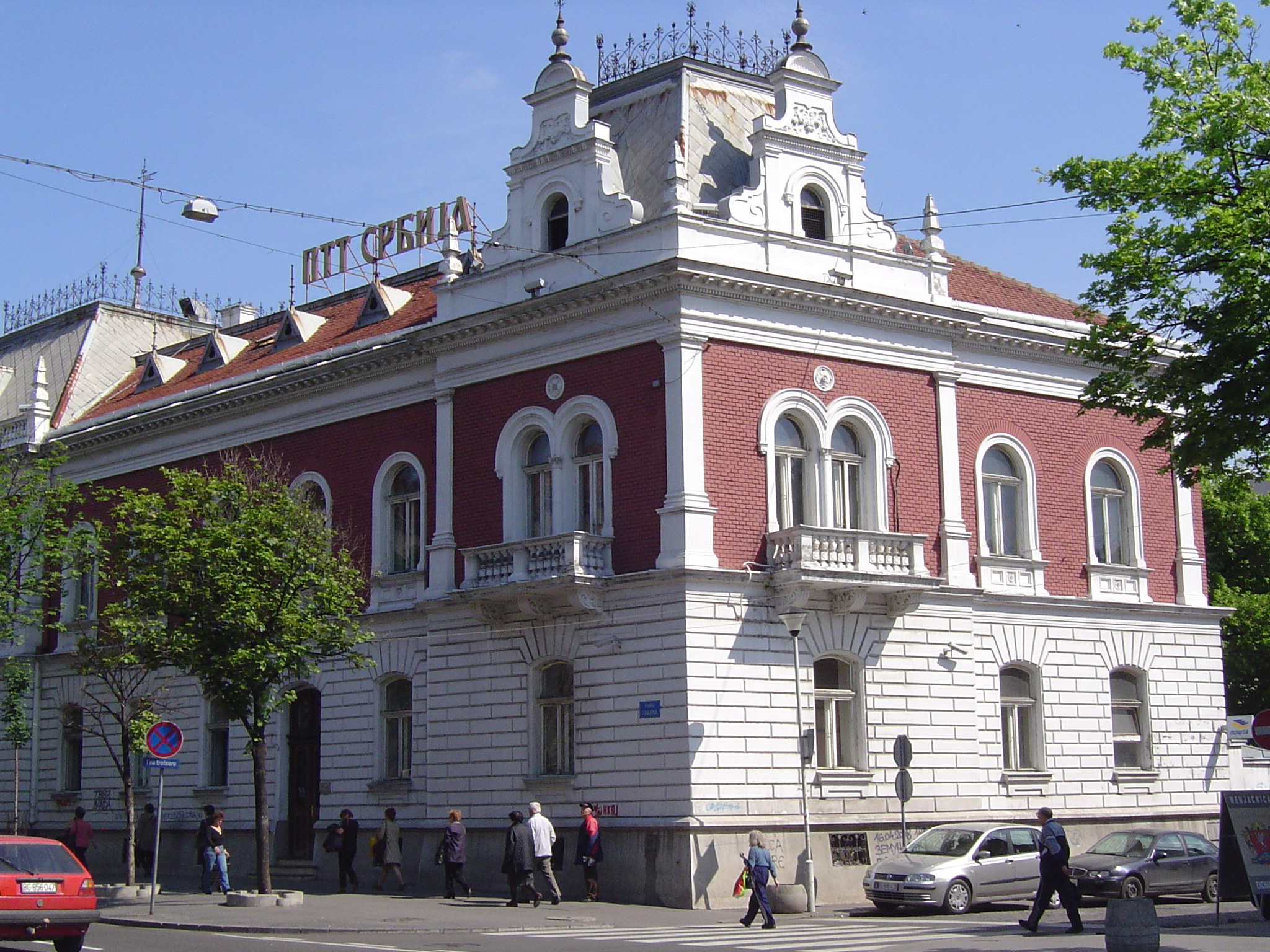
La poste de Zemun, 1896

Le premier travail indépendant de Jenč fut la construction de la Maison serbe (Srpski dom) à Sremska Mitrovica. Il se maria l'année suivante et conçut et réalisa la maison familiale située 19 rue Svetosavska à Zemun. Commença alors pour lui la période la plus féconde de sa carrière, période qui dura jusqu'en 1913. De la fin du XIXe siècle jusqu'en 1906, Jenč réalisa des constructions dans un style mêlant le baroque et le style néorenaissance, avec une riche décoration plastique et des détails caractéristiques du classicisme. Dans une seconde période, de 1906 à 1911, son style devint plus libre et l'architecte introduisit dans ses bâtiments des motifs floraux stylisés ; cette période est caractéristique d'une influence de l'Art nouveau. À partir de 1911 et jusqu'en 1913, Jenč pratiqua une architecture plus épurée, rejetant pratiquement de ses façades les motifs décoratifs et se rapprochant ainsi du mouvement moderne.
Parmi les réalisations les plus importantes de Franjo Jenč en tant que constructeur figurent le bâtiment de la poste (1896), celui de l'École ferroviaire (1906) et la Maison serbe (1909), tous situés à Zemun. Après la Seconde Guerre mondiale, il a travaillé au sein de l'entreprise de construction Komgrap, créée en 1945.

### Vie privée
Jenč s'est marié en 1895, avec Jozefina Čermak, une roumaine d'origine tchèque, avec qui il a eu six enfants. Leur fils Franja a étudié l'architecture à Vienne et à Prague.

## Œuvres principales

### Projets personnels
- Maison de Franja Jenč – 19 rue Svetosavska
- Maison de Jelena Jovanović – 17 rue Gospodska
- Maison de Magdalena Osvald – 4 rue Glavna
- Harastijeva kuća – 34 rue Bežanijska
- Maison du pharmacien Štrajmo – 16 rue Bežanijska
- Maison de Katarina Marković – 12 rue Glavna
- Maison de Franja Jenč – 4-8 rue Stevana Markovića
- Maison de Mavra Binder – 4 rue dr Petra Markovića
- Reconstruction de la maison de Kalmina Levi – 11 rue Dubrovačka
- Reconstruction de la maison du photographe Gater – 20 rue Glavna

### Réalisation d'autres projets
- Poste de Zemun – 8 rue Glavna
- Bâtiment de la centrale électrique de Zemun – 15 Kej oslobođenja
- Route Surčin – Boljevci
- Maison serbe – 22 rue Svetosavska
- Maison de Milan Janč – 9 rue Gospodska
- Bâtiment de l'Assemblée municipale de Zemun – 1 Magistratski trg (arh. Franjo Jenč)
- Bâtiment de l'Office des eaux – 10 Avijatičarski trg

### Projet en collaboration
- Bâtiment du Commandement des forces aériennes à Zemun (arh. Franjo Jenč, en collaboration avec Dragiša Brašovan)

## Périodes

### Première période (1895–1906)

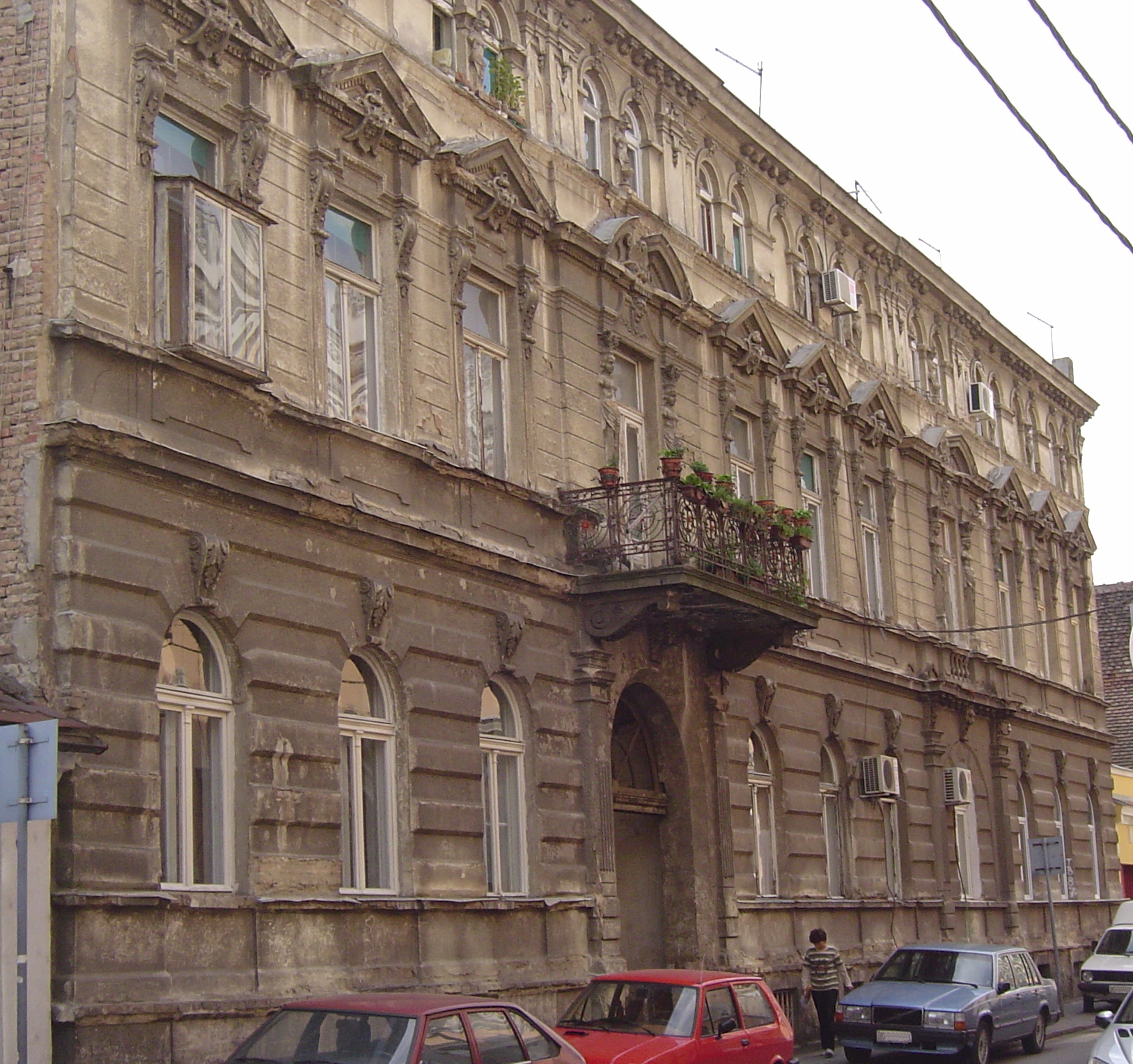
Maison familiale de Franja Jenč, 19 rue Svetosavska, 1895
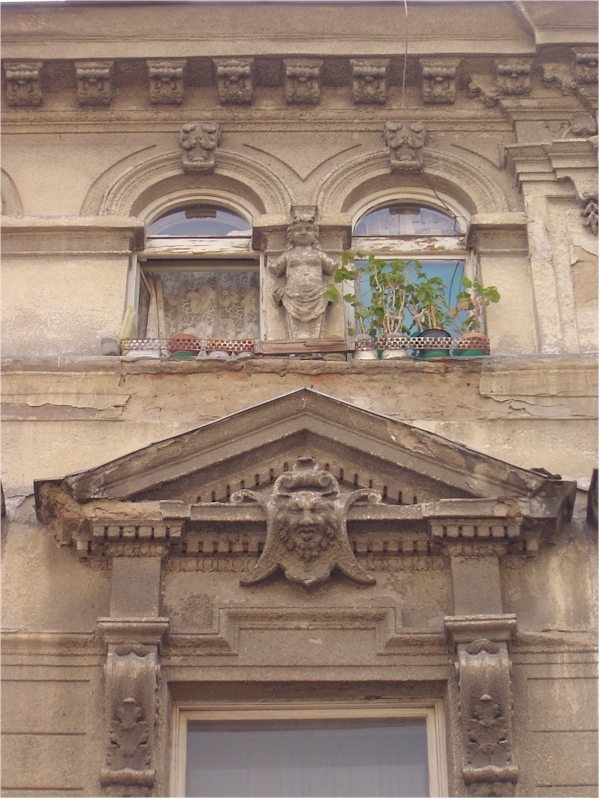
Détail de la façade du 19 rue Svetosavska
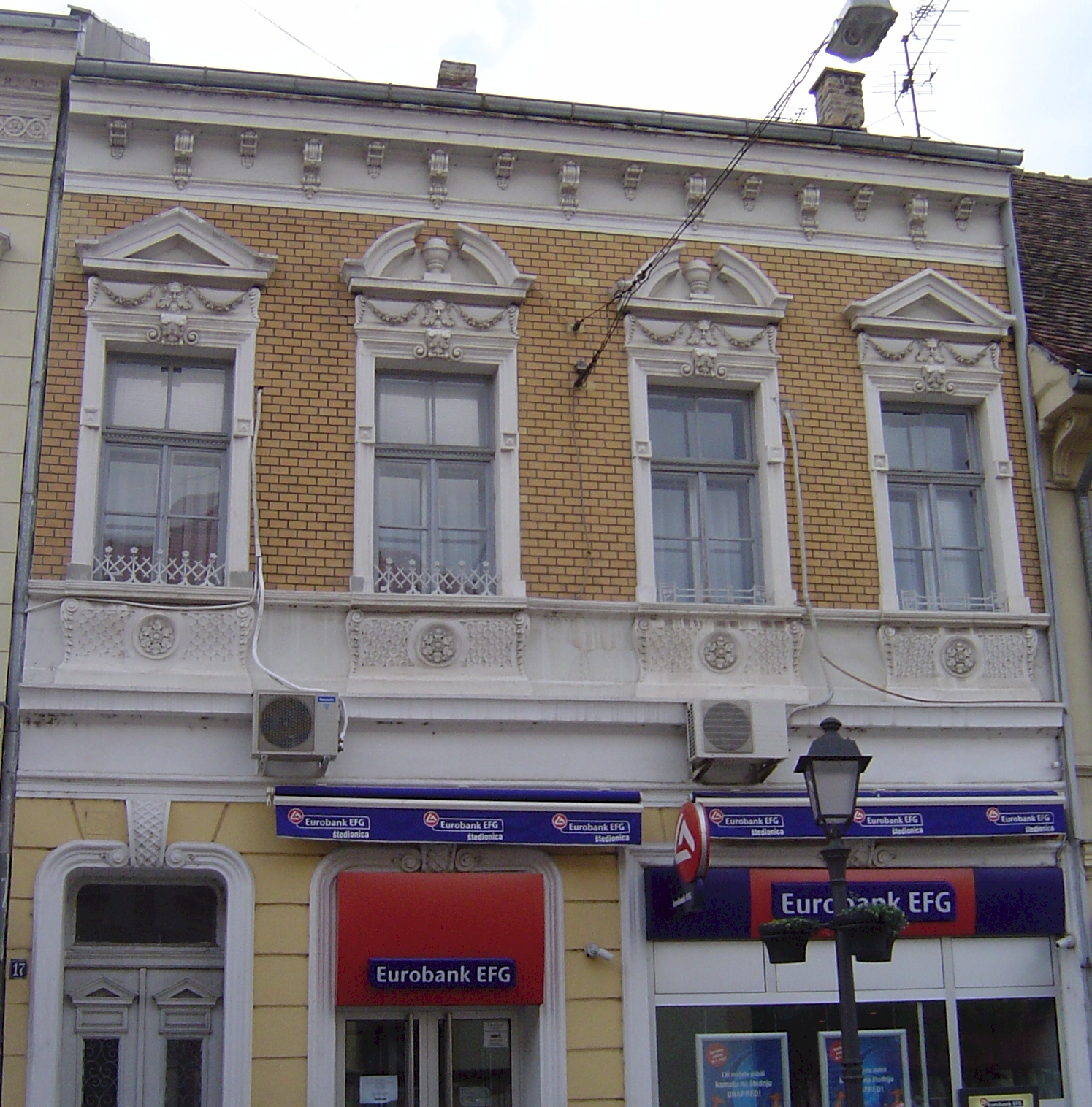
Maison de Jelena Jovanović, 17 rue Gospodska, 1900
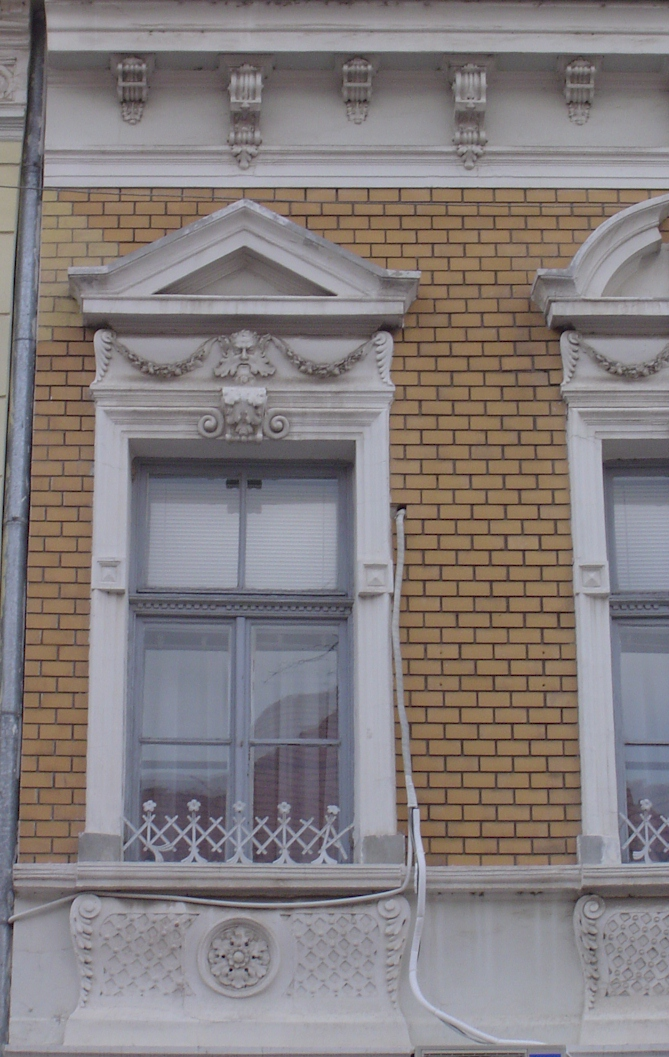
Détail de la façade du 17 Gospodska
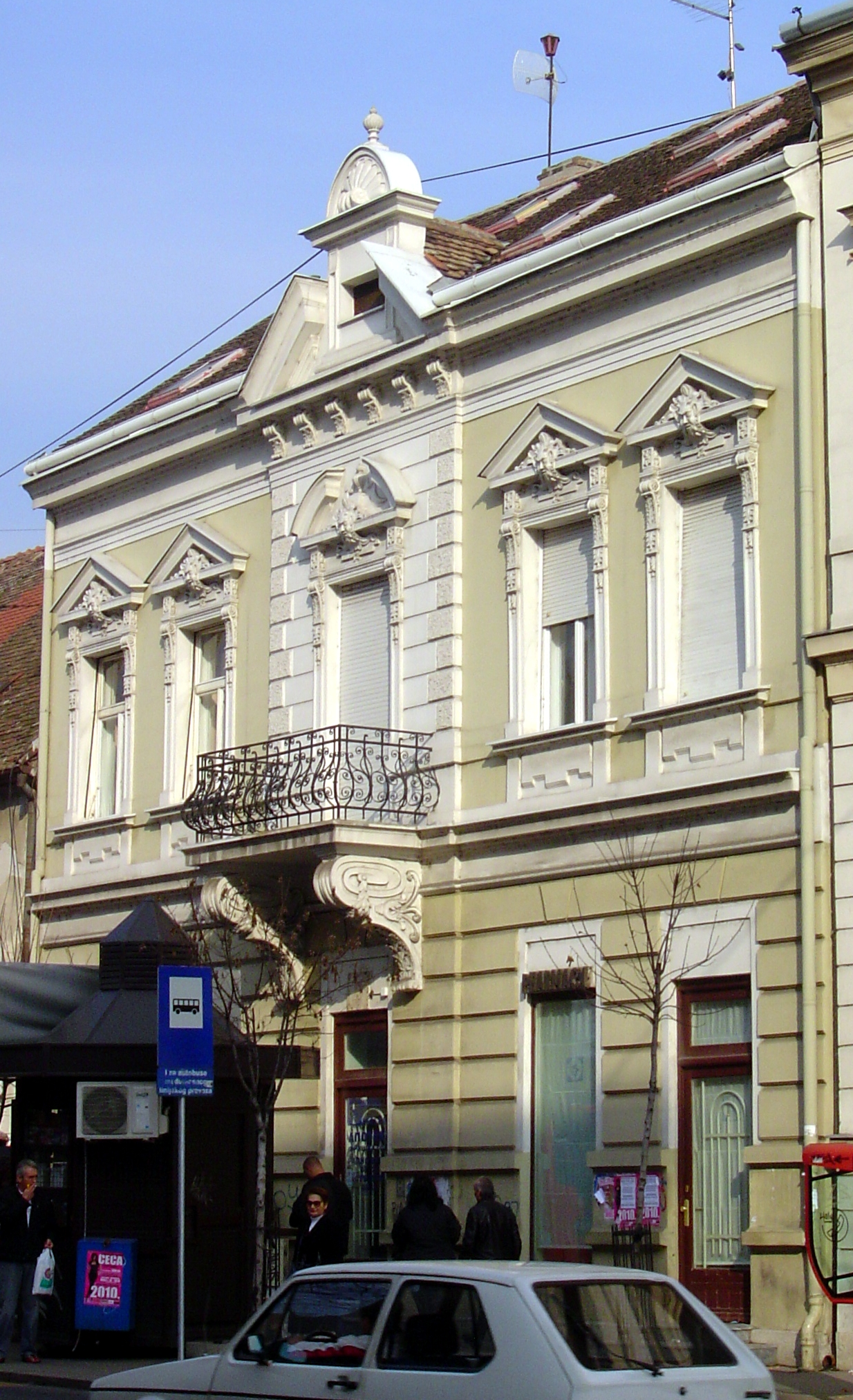
Maison de Magdalena Osvald, 4 rue Glavna, 1904
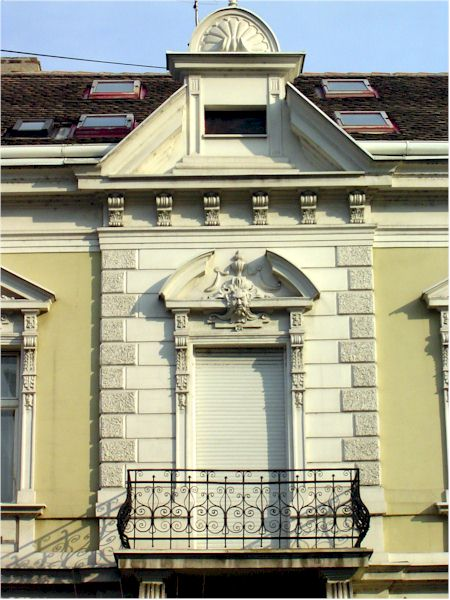
Détail de la façade du 4 rue Glavna

### Seconde période (1906–1911)

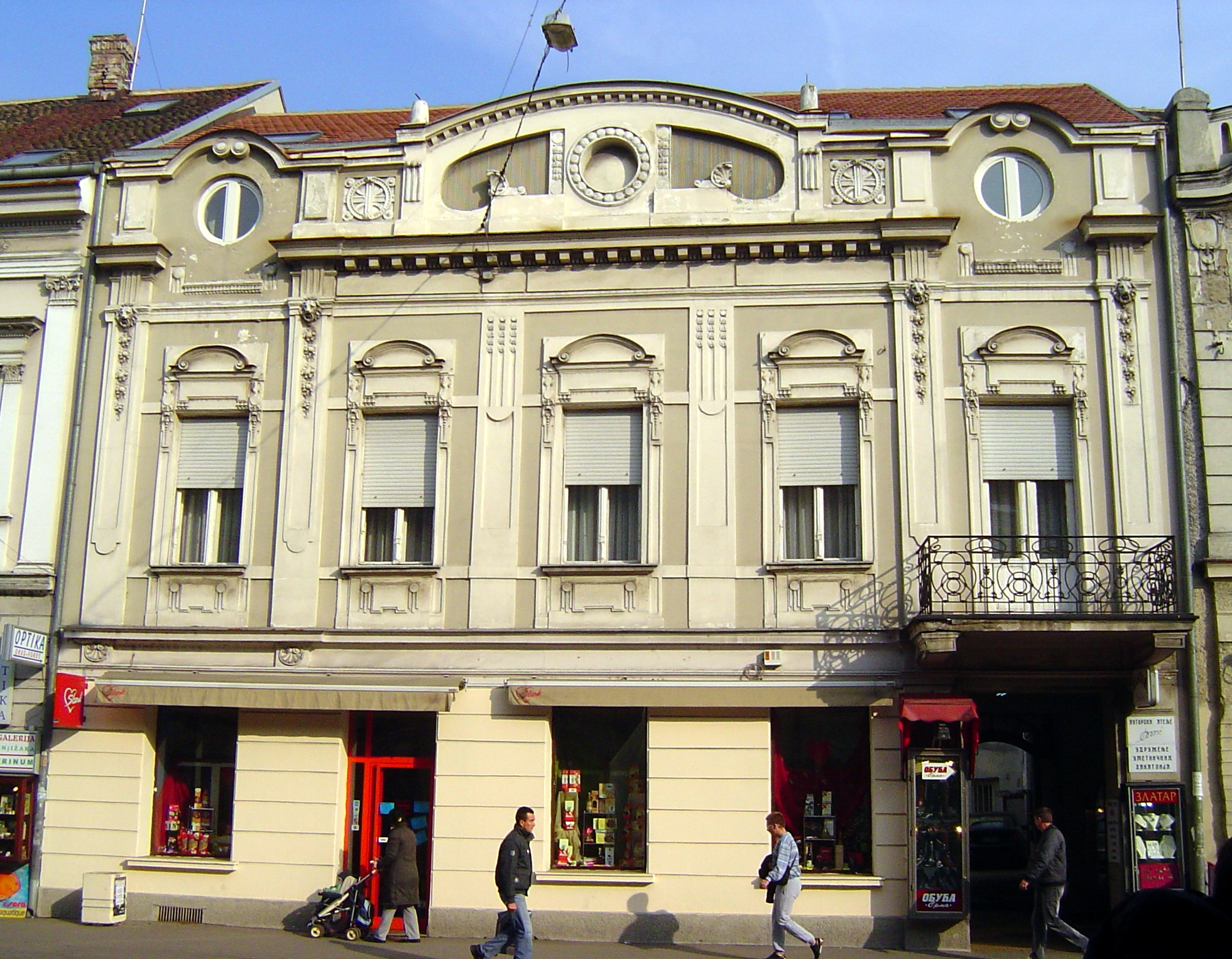
Maison du 14 rue Glavna, reconstruite en 1906
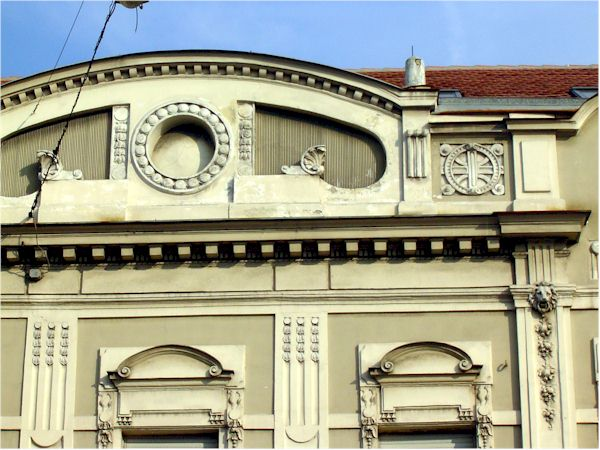
Détail de la façade du 14 rue Glavna
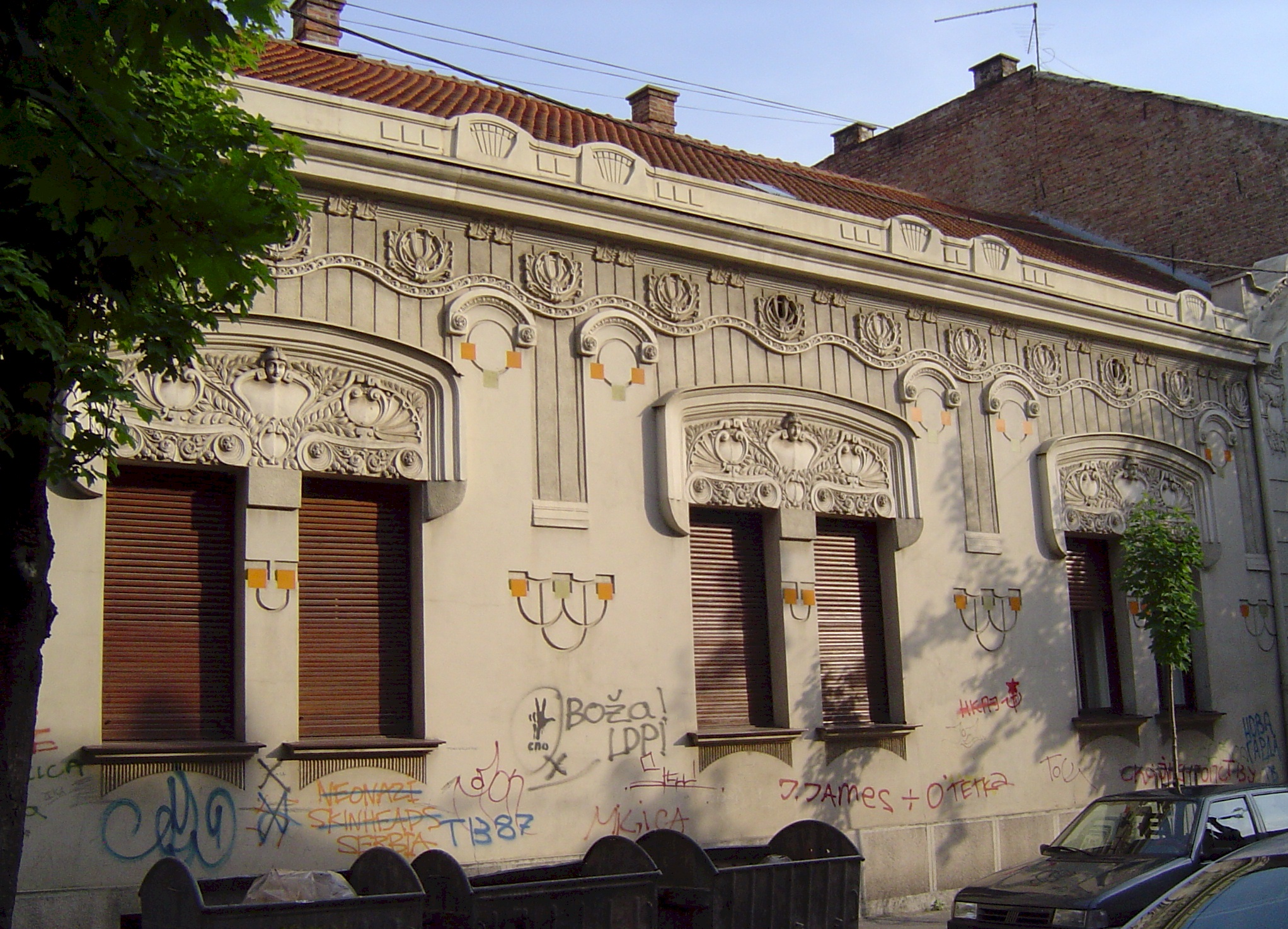
Maison de Kalmina Levi, 11 rue Dubrovačka, 1907
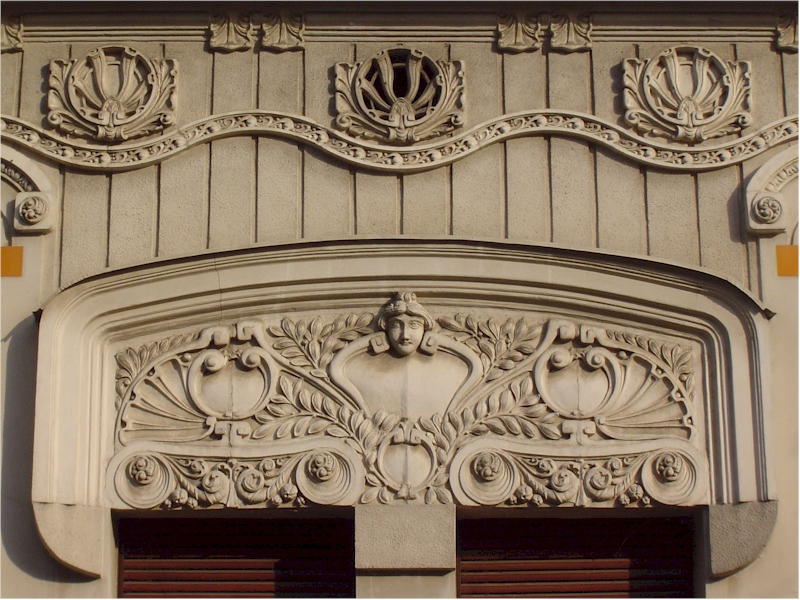
Détail de la façade du 11 Dubrovačka
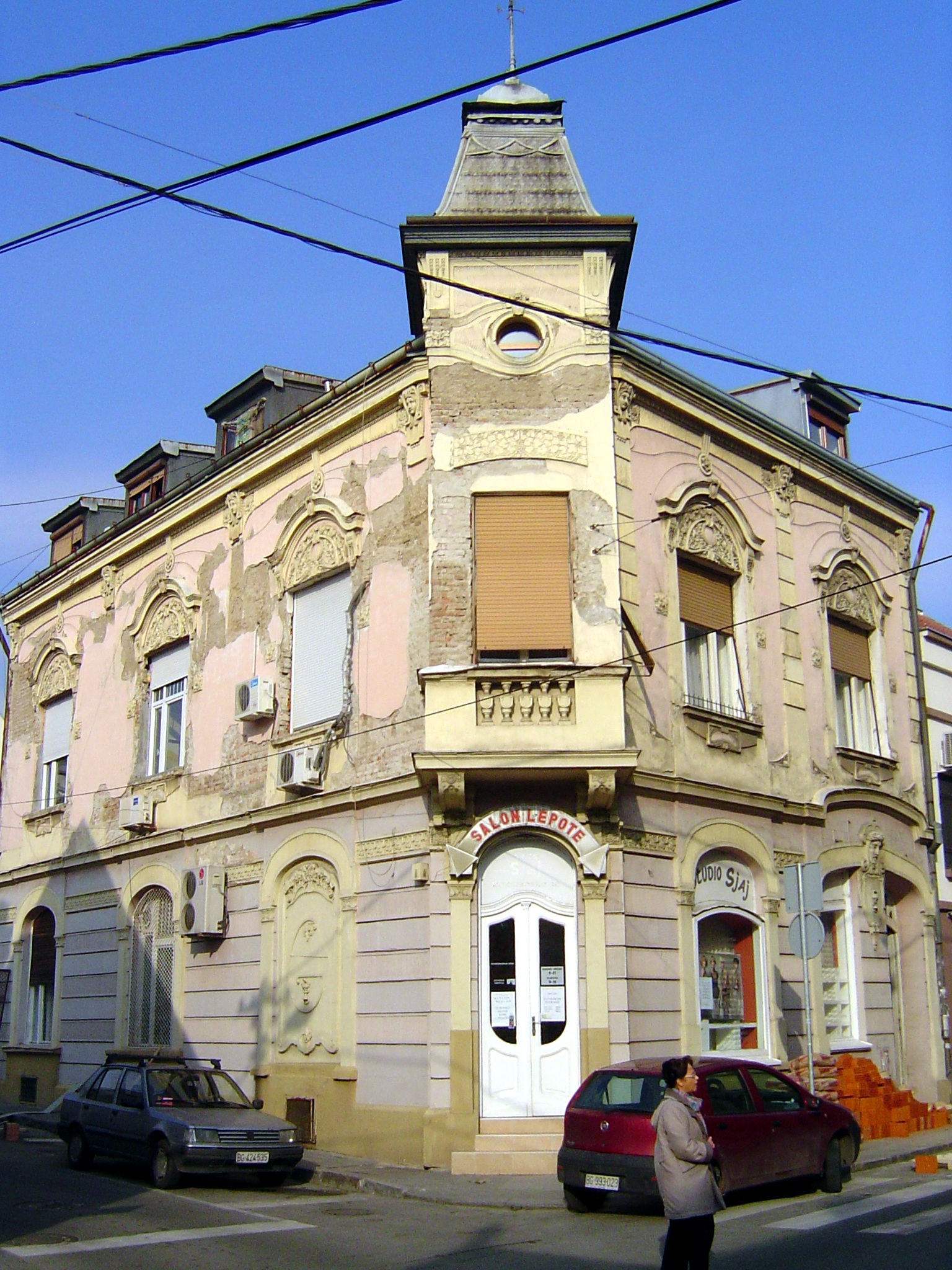
Maison du pharmacien Štrajmo, 16 rue Bežanijska, 1907
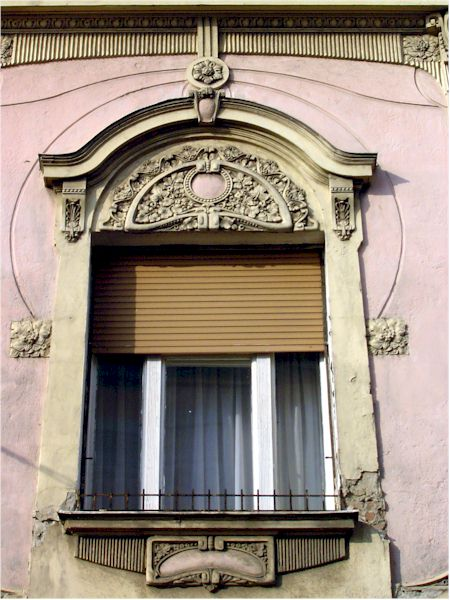
Détail de la façade du 16 rue Bežanijska
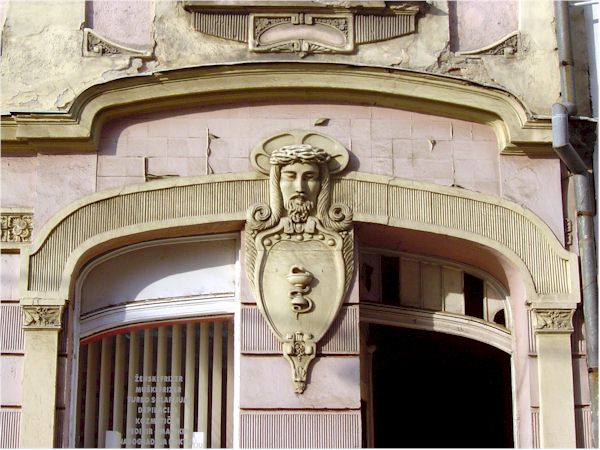
Détail de la façade du 16 rue Bežanijska
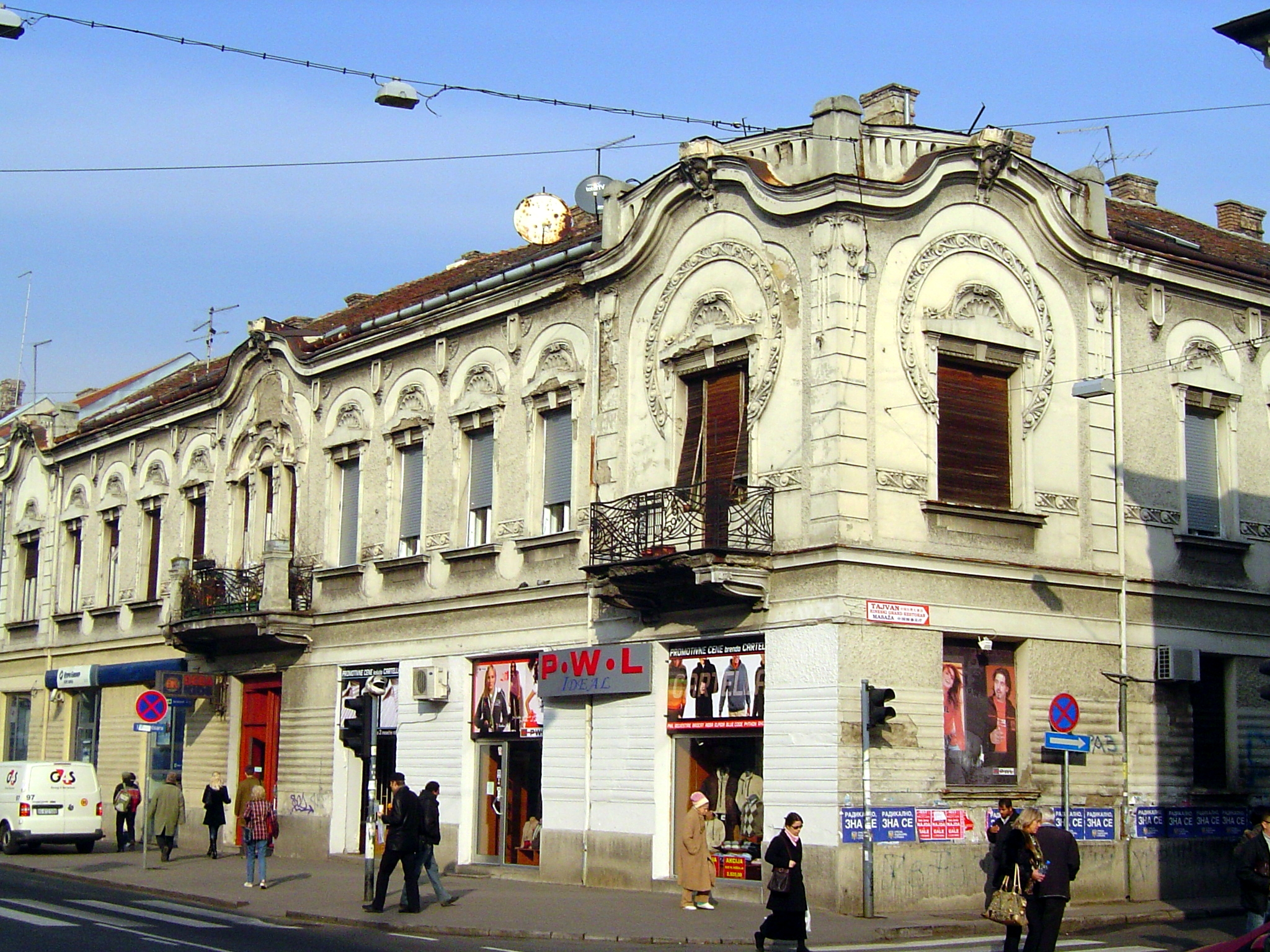
Maison de Katarina Marković, 12 rue Glavna, 1907
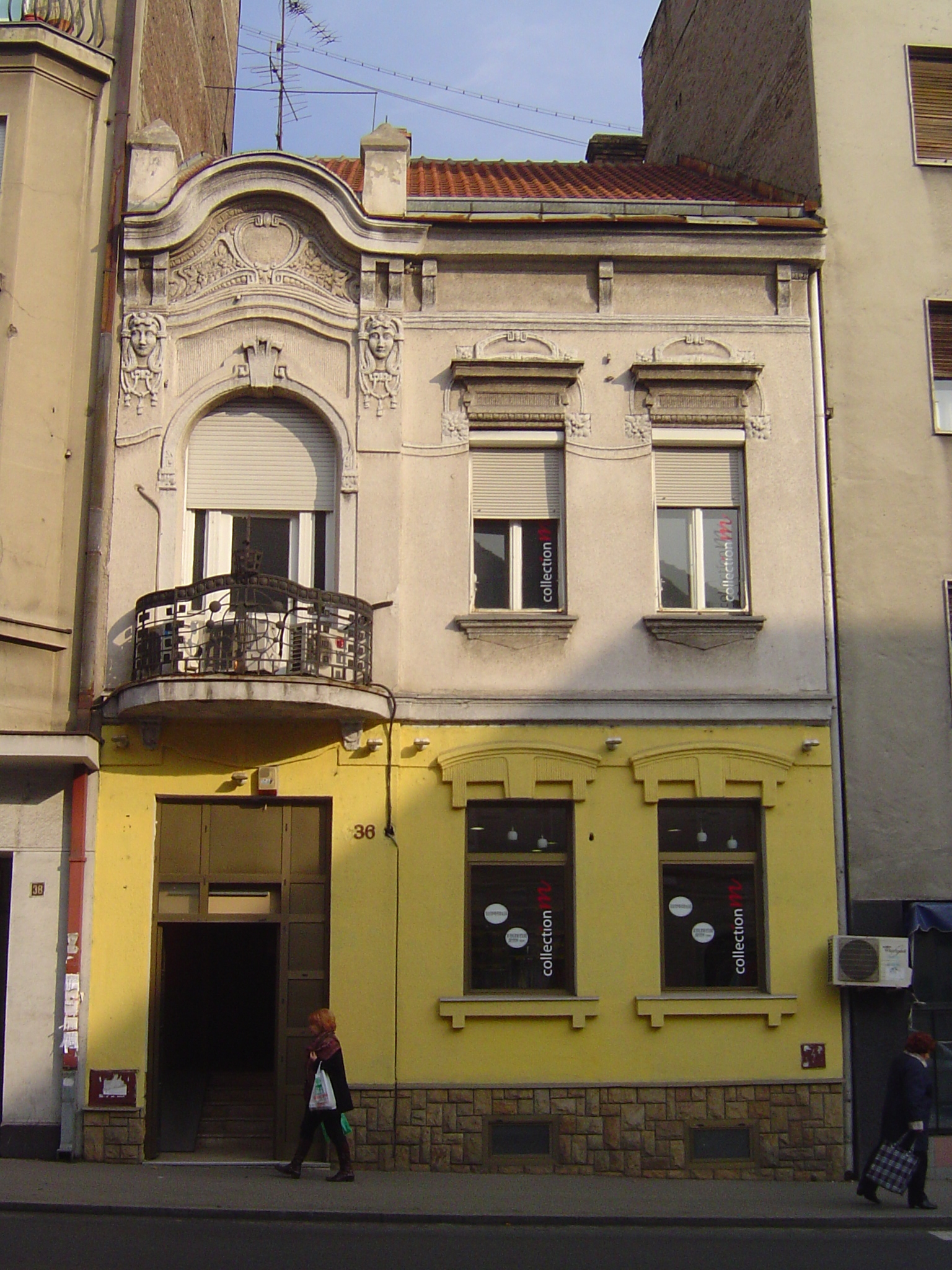
Maison du 36 rue Glavna, 1907
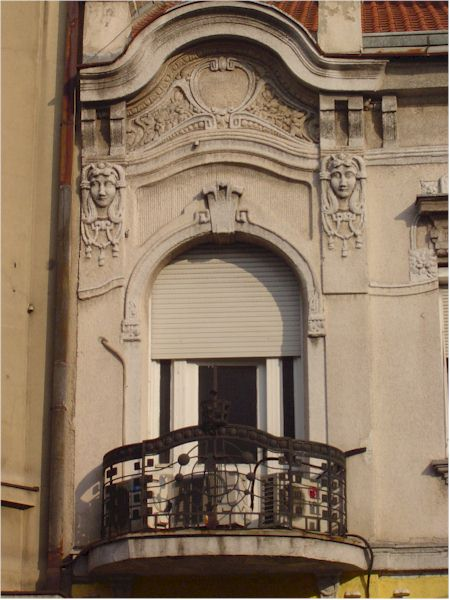
Détail de la façade du 36 rue Glavna
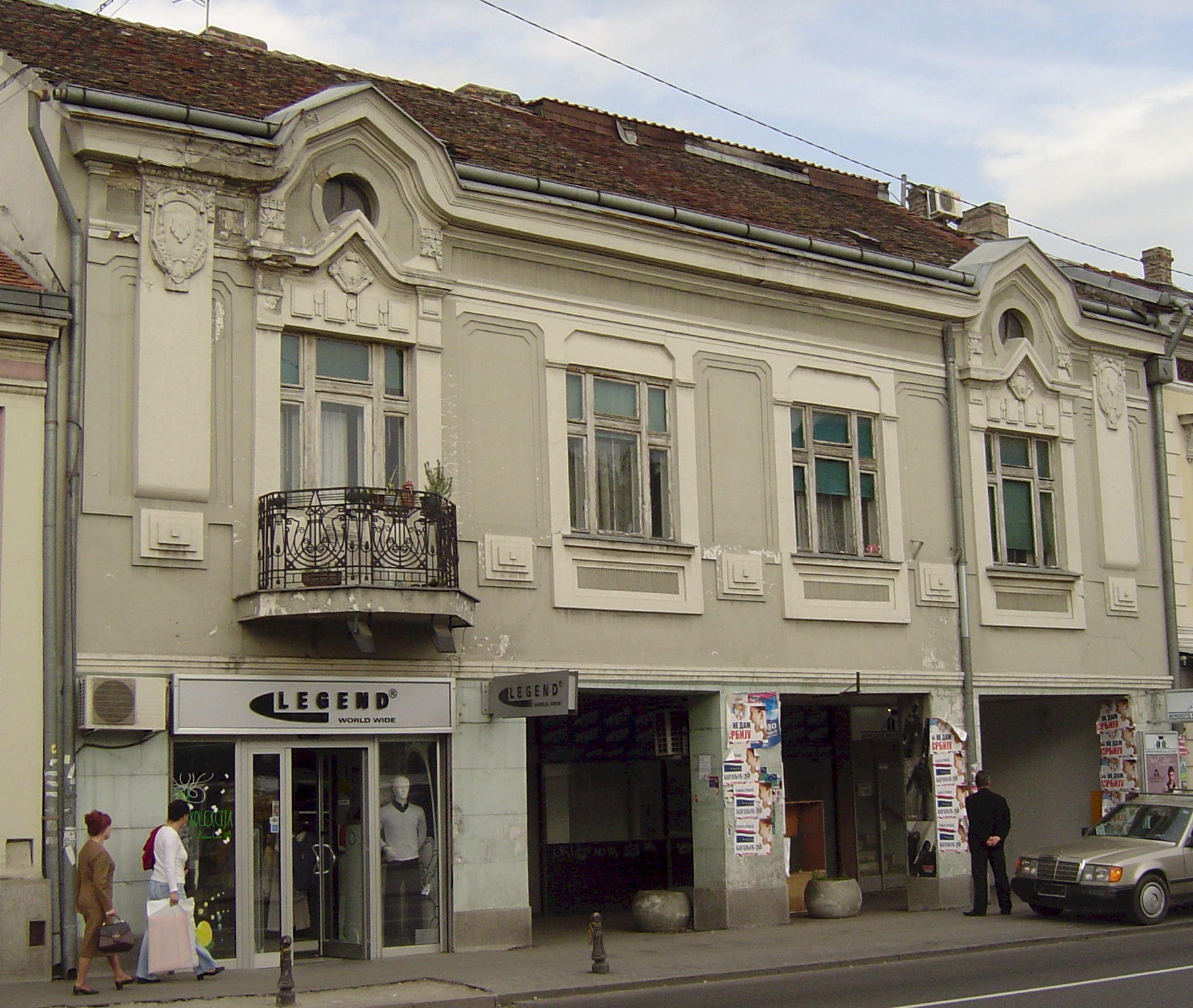
Maison du photographe Gater, 20 rue Glavna, reconstruite en 1908
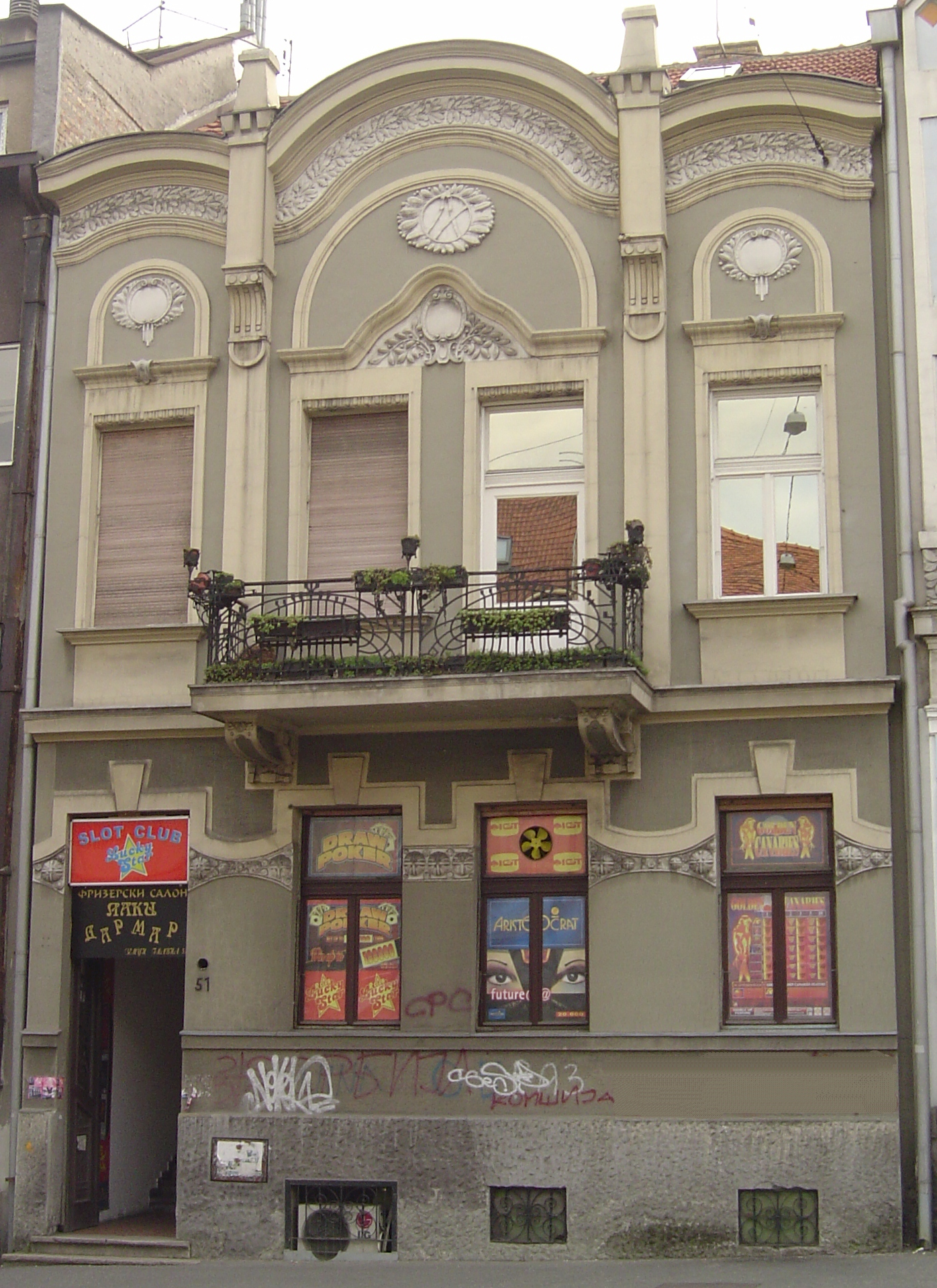
Maison du 51 rue Glavna, 1909
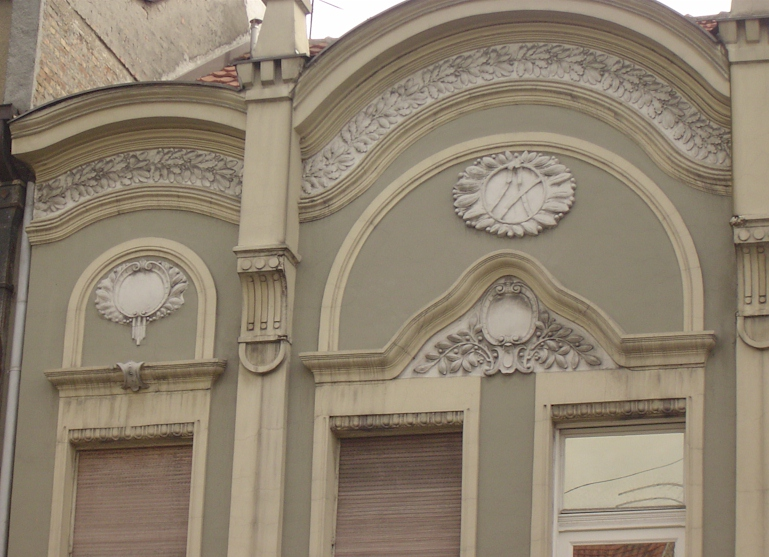
Détail de la façade du 51 rue Glavna

### Troisième période (1911–1913)

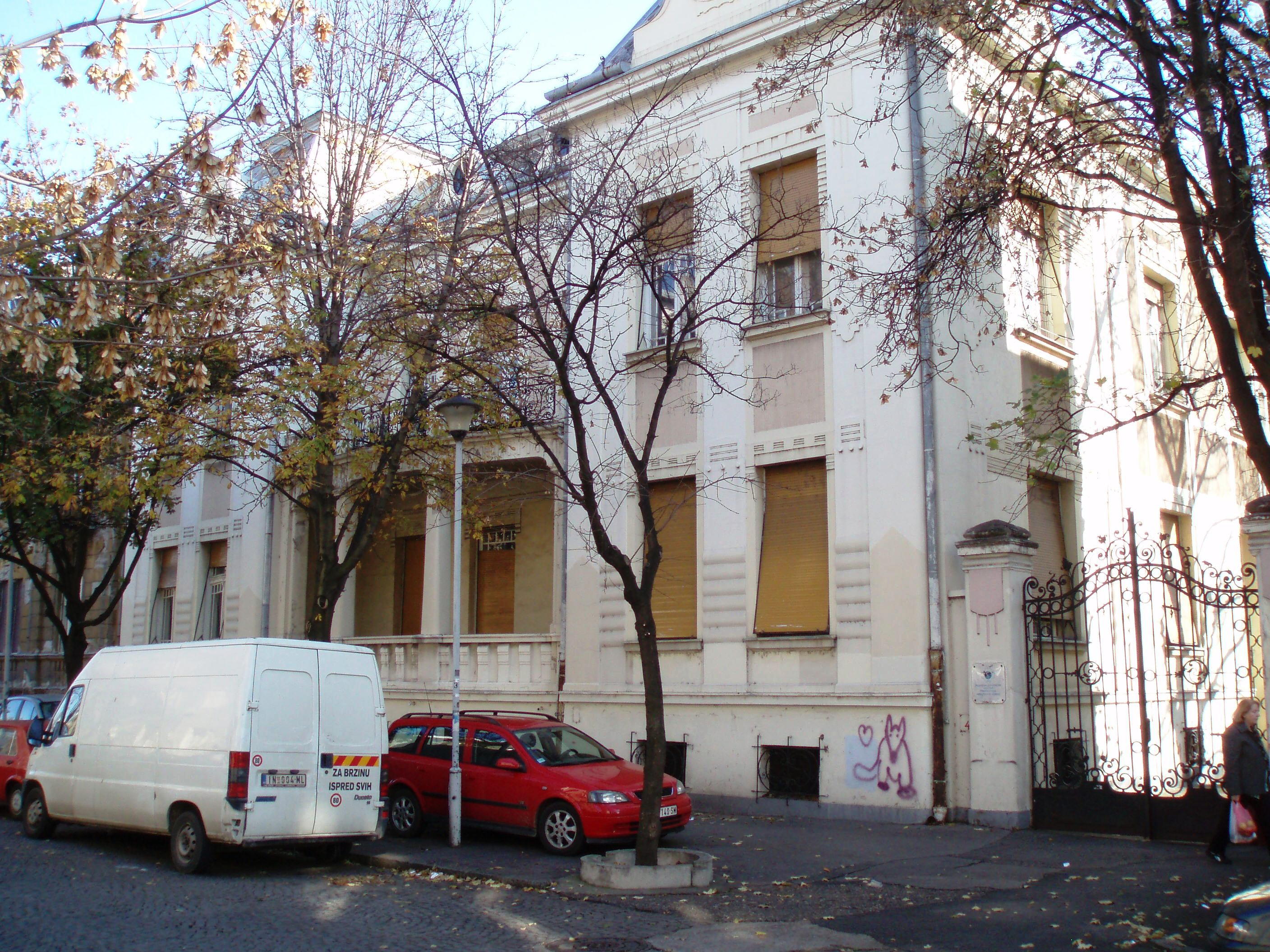
Maison de Mavra Binder, 4 rue dr Petra Markovića, 1911
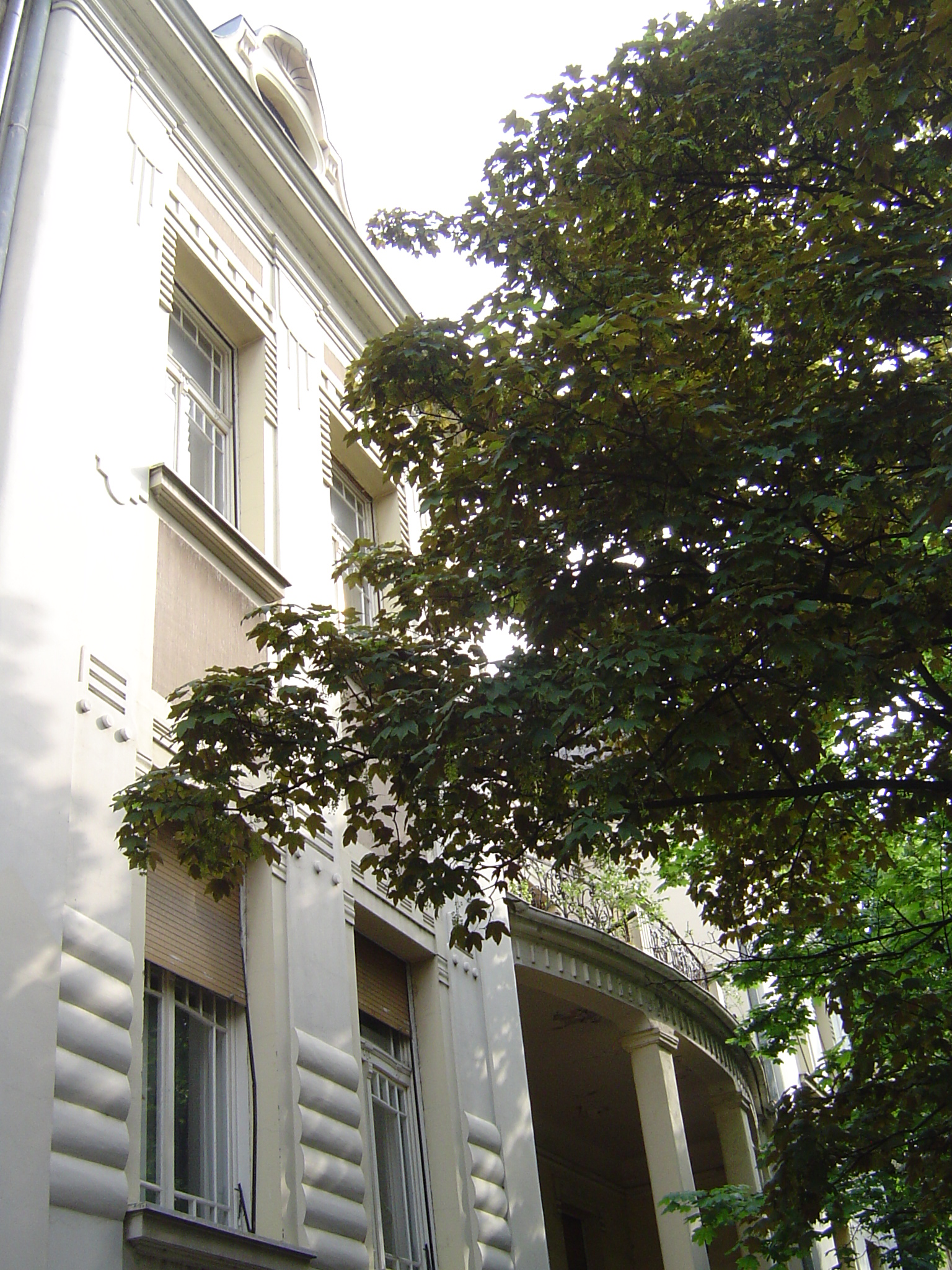
Maison de Mavra Binder, détail

### Réalisations en collaboration

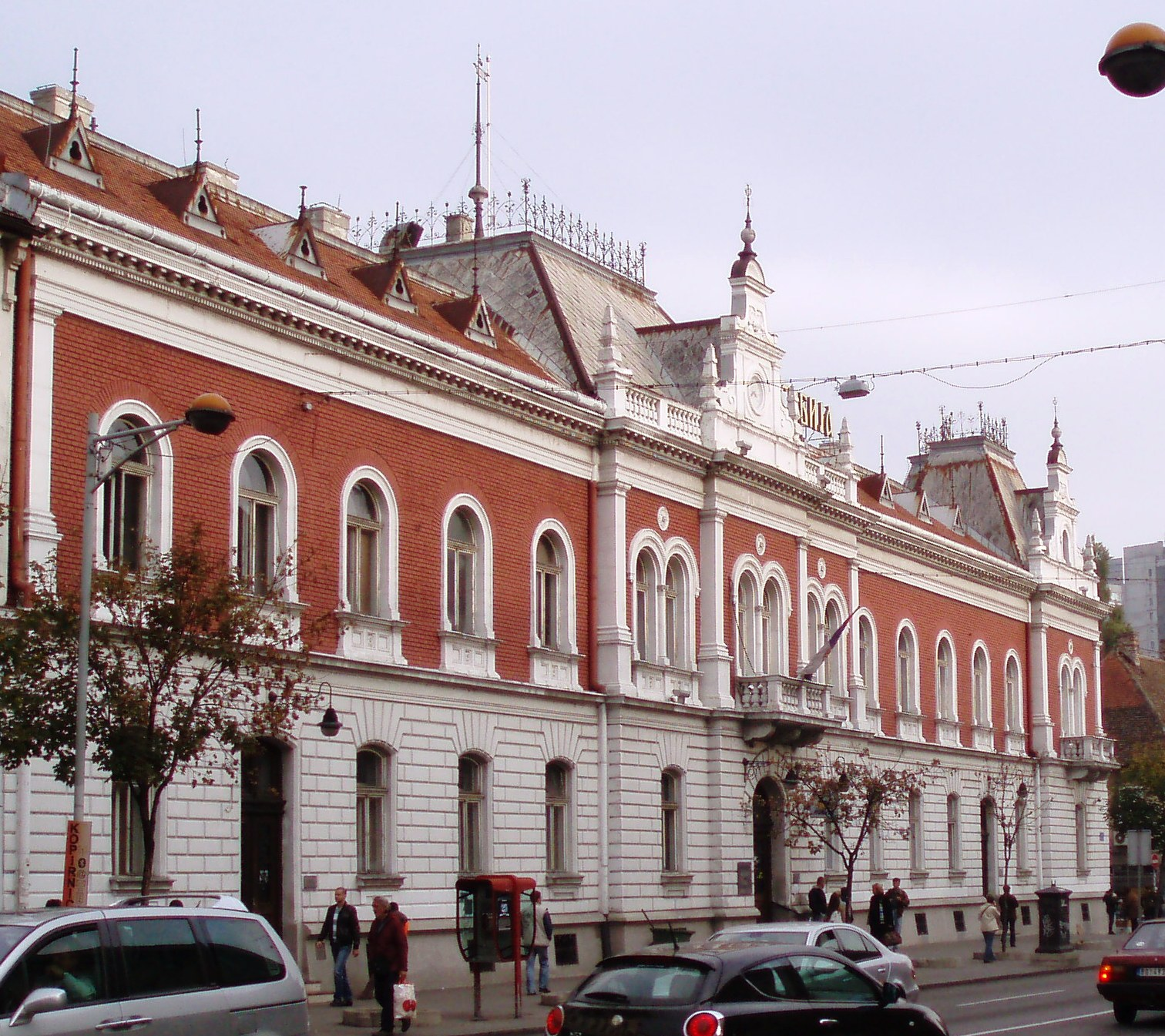
La poste de Zemun, vue de la rue Glavna
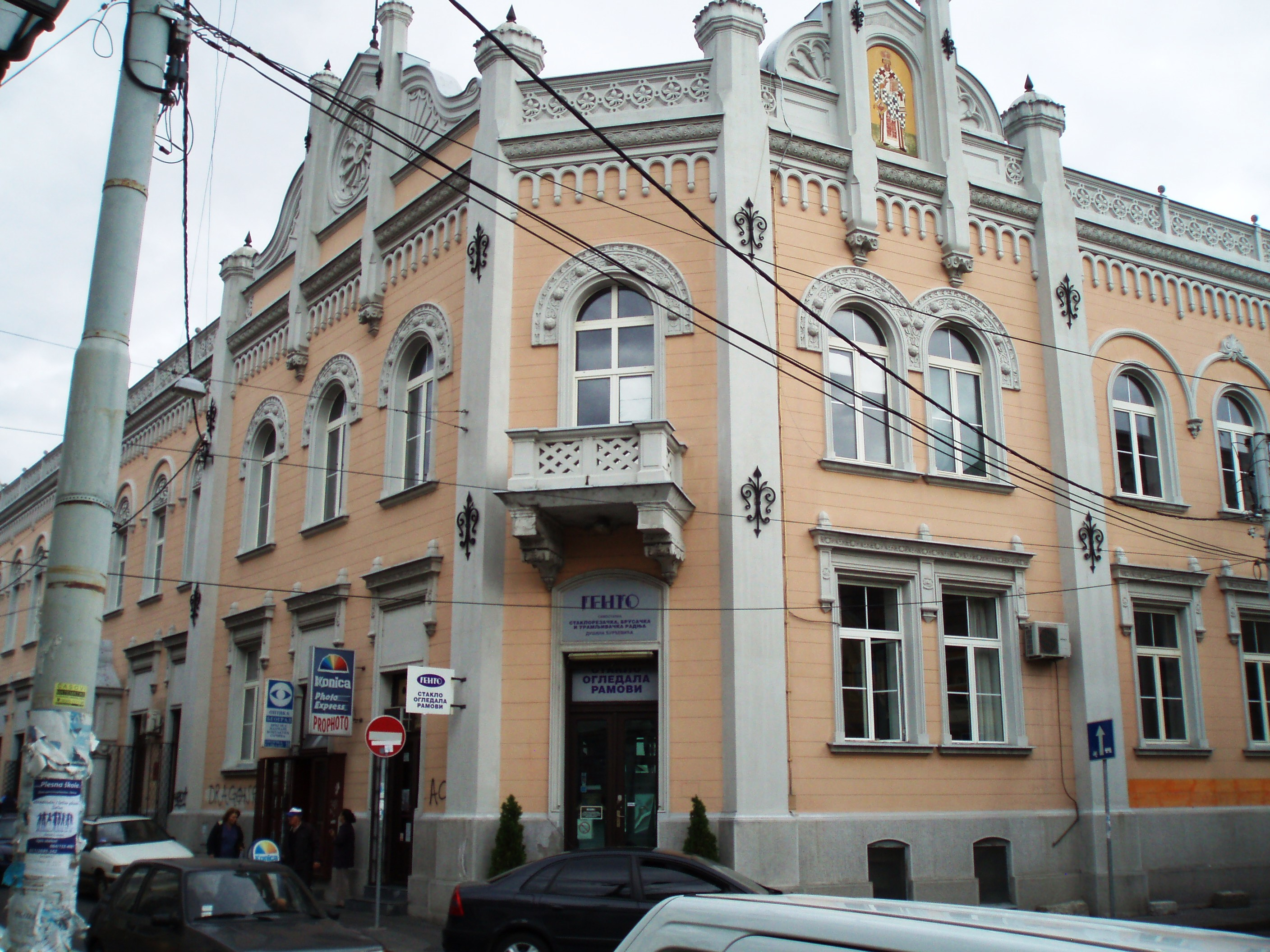
La maison de l'Église orthodoxe serbe à Zemun
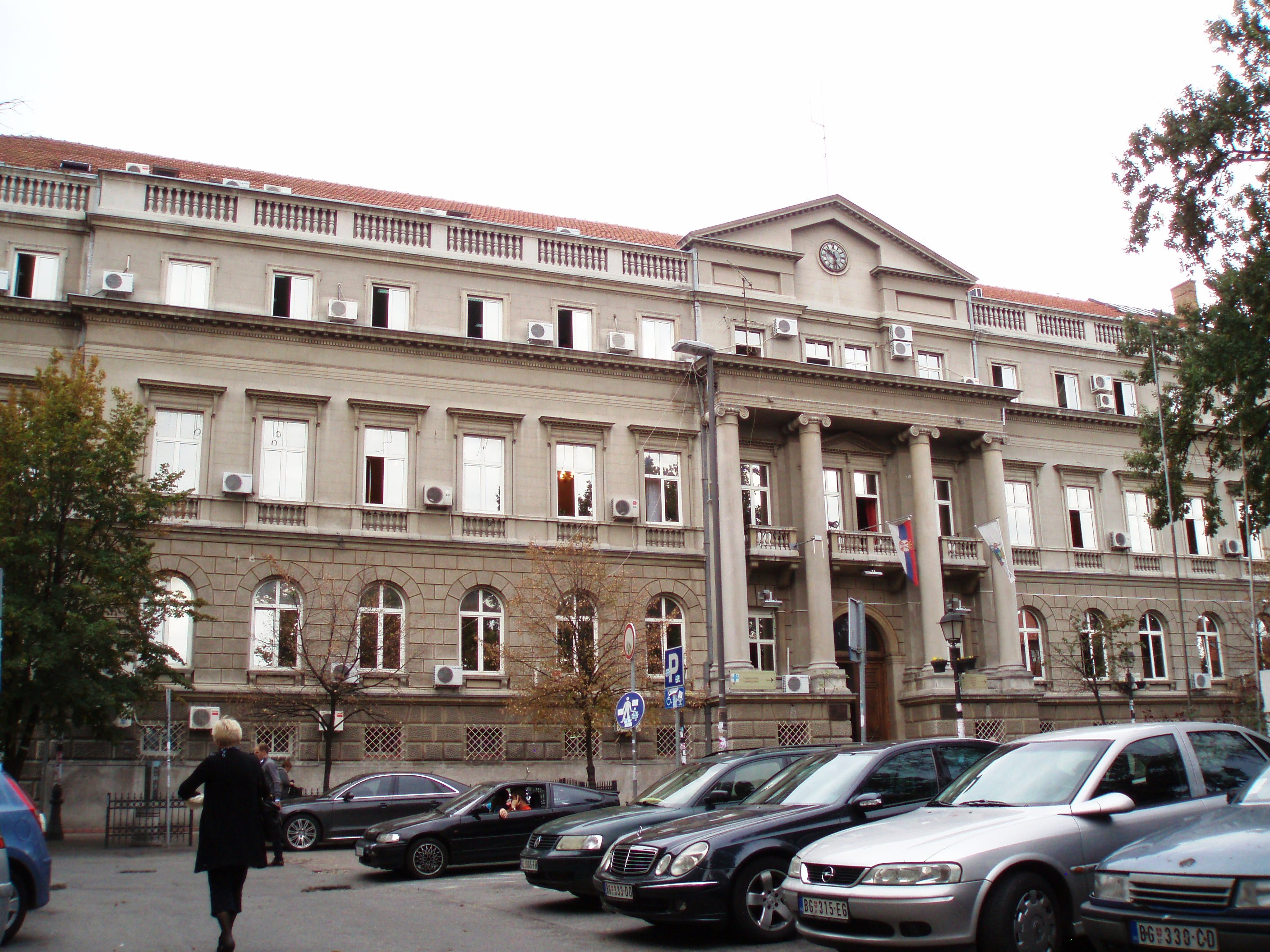
Le bâtiment de l'Assemblée municipale à Zemun
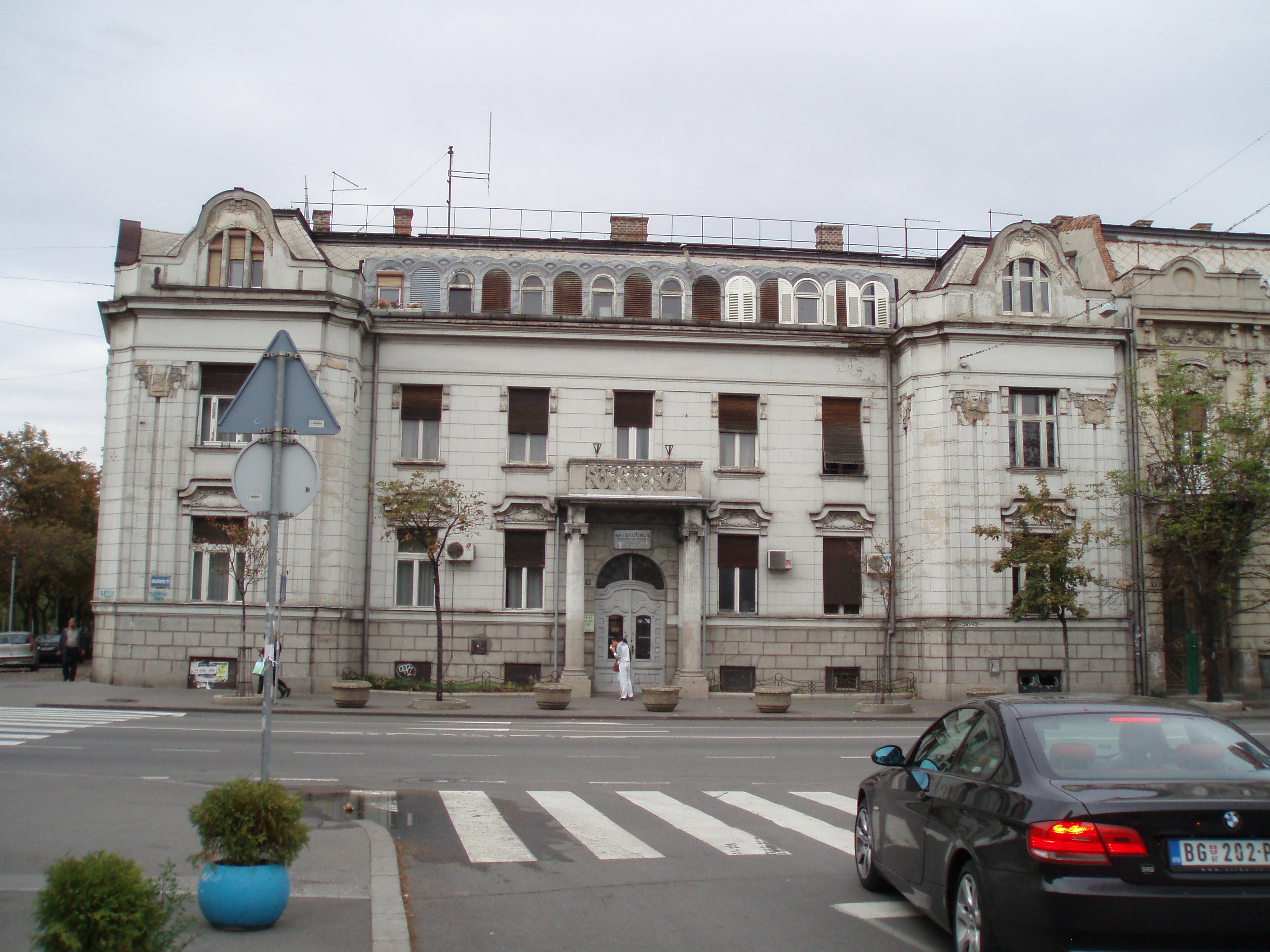
Le bâtiment de l'Office des eaux à Zemun
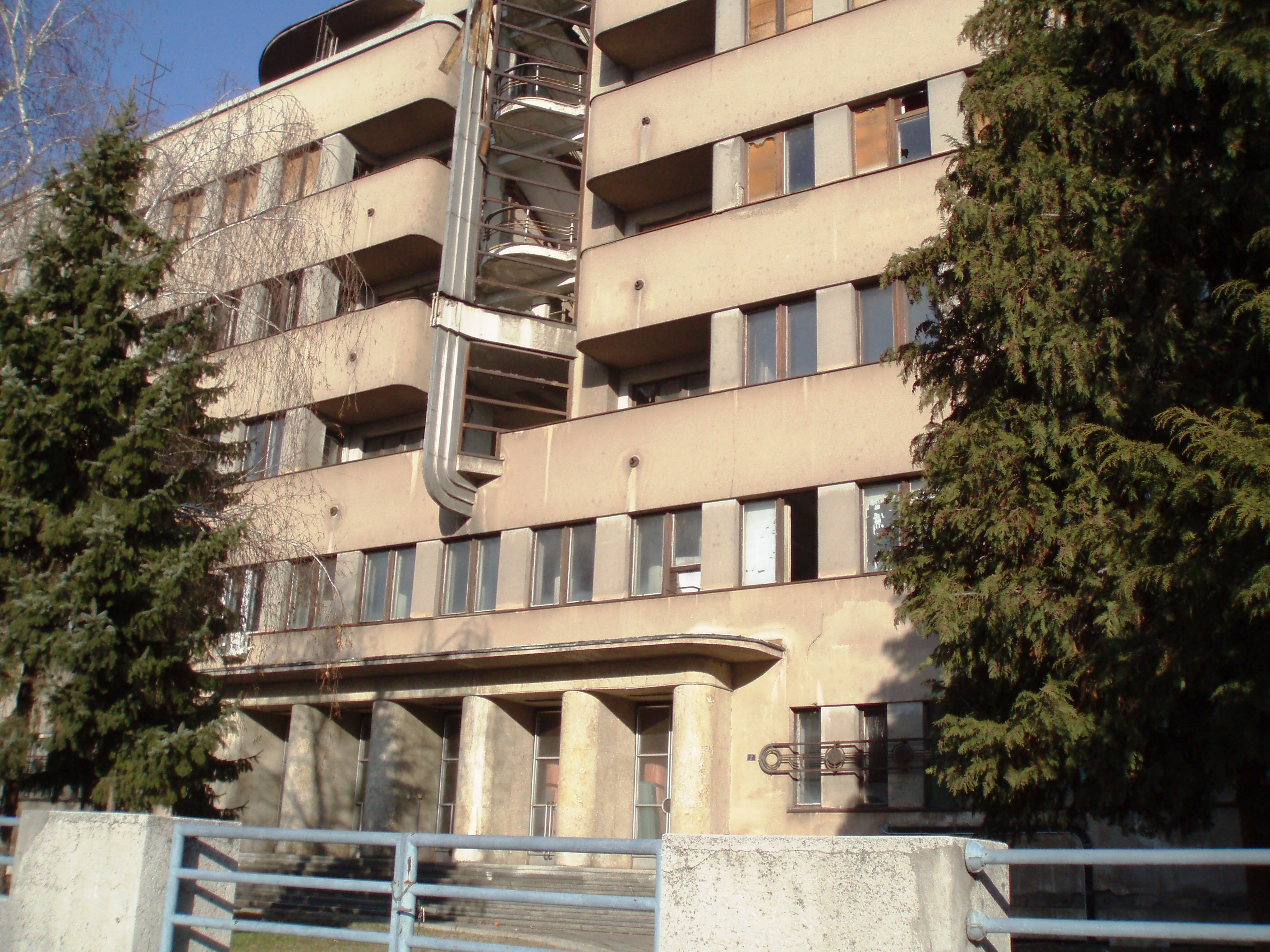
Le bâtiment du Commandement des forces aériennes